# Chocholačka bílá

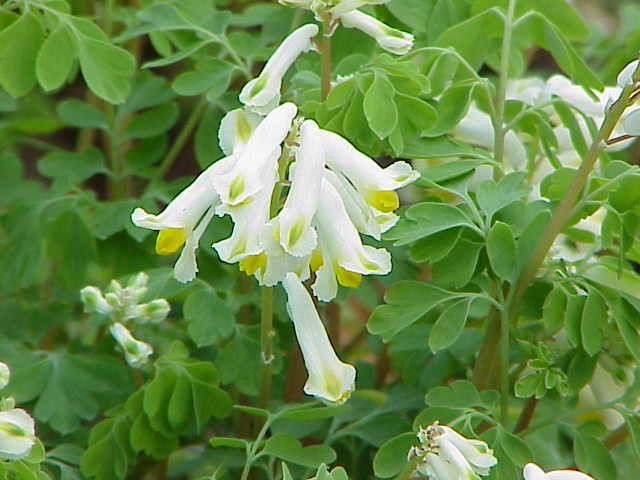
Trubkové květy chocholačky bílé

Chocholačka bílá (Pseudofumaria alba) je vytrvalá, nevysoká rostlina, jeden ze dvou druhů rodu chocholačka, který byl vydělen z rodu dymnivka. Je původní rostlina jihovýchodní Evropy, odkud byla rozšířena do Střední i Západní Evropy a také do Austrálie.
Jako okrasná rostlina se dostala do zahrad České republiky a odtud se začala šířit do volné přírody. V české krajině, kde je považována za naturalizovaný neofyt, je poměrně novým druhem a prvně byla v přírodě zjištěna až v roce 1995.

## Ekologie
Nenáročná bylina rostoucí často na místech dotčených lidskou činností, jakož i na skalách, ve škvírách zdí, zídek a v trhlinách betonových chodníků. Dává přednost vápnitým substrátům, vyskytuje se od nížin až do podhůří. Tento hemikryptofyt skrývá přezimující pupeny mírně pod terénem. Kvete nejčastěji od června až do září.

## Popis
Trvalka s přímou, větvenou lodyhou dlouhou 10 až 40 cm, která je porostlá třikrát zpeřenými listy s úzkými, zřetelně křídlatými řapíky.
Krémově bílé květy se žlutým vrcholem bývají v počtu pět až dvacet sdružené do jednostranného, hroznovitého květenství na často vztyčené stopce 2 až 8 cm dlouhé. Při kvetení je květenství poměrně husté a za plodů se prodlužuje. Z podlouhlých listenů vyrůstají stopkaté, oboupohlavné trubkovité květy 1,5 až 2 cm velké. Vejčitě zubaté, brzy opadavé, asi 2 mm velké kališní lístky jsou pouze dva. Čtyři korunní lístky jsou 15 až 20 mm velké, krémově bílé a rostou ve dvou kruzích. Dva z nich, vnitřní, vyrůstají po bocích květu a mají spolu srostlé žlutě zbarvené vrcholy. Dva vnější jsou větší, jsou pyskovitě zakončené a horní z nich má krátkou vakovitou ostruhu. Šest tyčinek je po třech srostlých do dvou sloupků, prostřední tyčinky nesou prašníky se dvěma prašnými váčky a krajní jen s jedním; u jejich báze jsou nektarové žlázky, ke kterým přilétá opylující hmyz. Z jednodílného semeníku ční nitkovitá čnělka s bliznou s laloky.
Plody jsou eliptické, asi 1 cm dlouhé tobolky se třemi až devíti semeny, kterými se chocholačka bílá nejčastěji rozmnožuje. Semena jsou černá, asi 2 mm velká, mají hrbolaté osemení a přívěsek s masíčkem.

## Užití
Chocholačky bílé jsou na pěstování nenáročné a bývají vysazovány v zahradách jako okrasné rostliny, nejčastěji ve skalkách nebo v záhonech nižších trvalek. Poměrně snadno se množí semeny a samovolně se tak šíří do volné přírody. Starší rostliny lze rozmnožit i rozdělením trsů. Dobře přezimují i ve středoevropských podmínkách.

## Taxonomie
Chocholačka bílá se vyskytuje ve třech poddruzích:
- Pseudofumaria alba subsp. alba
- Pseudofumaria alba subsp. acaulis (Wulfen) Lidén
- Pseudofumaria alba subsp. leiosperma (Conrath) Lidén

V přírodě České republiky vyrůstá pouze prvý, nominátní poddruh Pseudofumaria alba subsp. alba.